# Seznam polkov po zaporednih številkah (550. - 599.)
Seznam polkov po zaporednih številkah - polki od 550. do 599.

## 550. polk
Pehotni
- 550. strelski polk (ZSSR)
- 550. pehotni polk (Wehrmacht)

Zračnoprevozni/Jadralni
- 550. jadralni pehotni polk (ZDA)

Artilerijski
- 550. havbični artilerijski polk (ZSSR)

Komunikacijski
- 550. armadni komunikacijski polk (Wehrmacht)
- 550. komunikacijski polk za posebne namene (Wehrmacht)

Inženirski/Pionirski
- 550. pionirski polk za posebne namene (Wehrmacht)

## 551. polk
Pehotni
- 551. strelski polk (ZSSR)
- 551. pehotni polk (Wehrmacht)
- 551. grenadirski polk (Wehrmacht)

Padalski
- 551. padalski pehotni polk (ZDA)

Artilerijski
- 551. artilerijski polk (ZSSR)

Inženirski/Pionirski
- 551. pionirski polk za posebne namene (Wehrmacht)

## 552. polk
Pehotni
- 552. strelski polk (ZSSR)
- 552. pehotni polk (Wehrmacht)
- 552. grenadirski polk (Wehrmacht)

Artilerijski
- 552. topniški artilerijski polk (ZSSR)

Inženirski/Pionirski
- 552. pionirski polk za posebne namene (Wehrmacht)

## 553. polk
Pehotni
- 553. strelski polk (ZSSR)
- 553. pehotni polk (Wehrmacht)
- 553. grenadirski polk (Wehrmacht)

Artilerijski
- 553. lahki artilerijski polk (ZSSR)
- 553. artilerijski polk (Wehrmacht)

Inženirski/Pionirski
- 553. pionirski polk za posebne namene (Wehrmacht)

## 554. polk
Pehotni
- 554. strelski polk (ZSSR)
- 554. pehotni polk (Wehrmacht)
- 554. grenadirski polk (Wehrmacht)

Artilerijski
- 554. topniški artilerijski polk (ZSSR)
- 554. artilerijski polk (Wehrmacht)

Inženirski/Pionirski
- 554. pionirski polk za posebne namene (Wehrmacht)

## 555. polk
Pehotni
- 555. strelski polk (ZSSR)
- 555. pehotni polk (Wehrmacht)
- 555. grenadirski polk (Wehrmacht)

Artilerijski
- 555. havbični artilerijski polk (ZSSR)
- 555. artilerijski polk (Wehrmacht)

Inženirski/Pionirski
- 555. pionirski polk za posebne namene (Wehrmacht)

## 556. polk
Pehotni
- 556. strelski polk (ZSSR)
- 556. pehotni polk (Wehrmacht)
- 556. grenadirski polk (Wehrmacht)

Artilerijski
- 556. havbični artilerijski polk (ZSSR)
- 556. artilerijski polk (Wehrmacht)

## 557. polk
Pehotni
- 557. strelski polk (ZSSR)
- 557. pehotni polk (Wehrmacht)
- 557. grenadirski polk (Wehrmacht)

Artilerijski
- 557. artilerijski polk (ZSSR)
- 557. artilerijski polk (Wehrmacht)

## 558. polk
Pehotni
- 558. strelski polk (ZSSR)
- 558. pehotni polk (Wehrmacht)
- 558. grenadirski polk (Wehrmacht)

Artilerijski
- 558. artilerijski polk (ZSSR)

Komunikacijski
- 558. armadni komunikacijski polk (Wehrmacht)
- 558. komunikacijski polk armadnih skupin (Wehrmacht)

## 559. polk
Pehotni
- 559. strelski polk (ZSSR)
- 559. pehotni polk (Wehrmacht)
- 559. grenadirski polk (Wehrmacht)

Artilerijski
- 559. artilerijski polk (ZSSR)

## 560. polk
Pehotni
- 560. strelski polk (ZSSR)
- 560. pehotni polk (Wehrmacht)

Artilerijski
- 560. havbični artilerijski polk (ZSSR)

## 561. polk
Pehotni
- 561. strelski polk (ZSSR)
- 561. pehotni polk (Wehrmacht)

Artilerijski
- 561. havbični artilerijski polk (ZSSR)

## 562. polk
Pehotni
- 562. strelski polk (ZSSR)
- 562. pehotni polk (Wehrmacht)
- 562. grenadirski polk (Wehrmacht)

Artilerijski
- 562. havbični artilerijski polk (ZSSR)

## 563. polk
Pehotni
- 563. strelski polk (ZSSR)
- 563. pehotni polk (Wehrmacht)
- 563. grenadirski polk (Wehrmacht)

Artilerijski
- 563. havbični artilerijski polk (ZSSR)

Komunikacijski
- 563. armadni komunikacijski polk (Wehrmacht)

## 564. polk
Pehotni
- 564. strelski polk (ZSSR)
- 564. pehotni polk (Wehrmacht)
- 564. grenadirski polk (Wehrmacht)

Artilerijski
- 564. artilerijski polk (ZSSR)

## 565. polk
Pehotni
- 565. strelski polk (ZSSR)
- 565. pehotni polk (Wehrmacht)
- 565. grenadirski polk (Wehrmacht)

Artilerijski
- 565. lahki artilerijski polk (ZSSR)

## 566. polk
Pehotni
- 566. strelski polk (ZSSR)
- 566. pehotni polk (Wehrmacht)
- 566. grenadirski polk (Wehrmacht)

Artilerijski
- 566. artilerijski polk (ZSSR)

## 567. polk
Pehotni
- 567. strelski polk (ZSSR)
- 567. pehotni polk (Wehrmacht)
- 567. grenadirski polk (Wehrmacht)

Artilerijski
- 567. lahki artilerijski polk (ZSSR)

## 568. polk
Pehotni
- 568. strelski polk (ZSSR)
- 568. grenadirski polk (Wehrmacht)

Artilerijski
- 568. havbični artilerijski polk (ZSSR)

## 569. polk
Pehotni
- 569. strelski polk (ZSSR)
- 569. grenadirski polk (Wehrmacht)

Artilerijski
- 569. artilerijski polk (ZSSR)

## 570. polk
Pehotni
- 570. strelski polk (ZSSR)
- 570. pehotni polk (Wehrmacht)
- 570. grenadirski polk (Wehrmacht)

Artilerijski
- 570. artilerijski polk (ZSSR)

Komunikacijski
- 570. armadni komunikacijski polk (Wehrmacht)

## 571. polk
Pehotni
- 571. strelski polk (ZSSR)
- 571. pehotni polk (Wehrmacht)
- 571. grenadirski polk (Wehrmacht)

Artilerijski
- 571. lahki artilerijski polk (ZSSR)

## 572. polk
Pehotni
- 572. strelski polk (ZSSR)
- 572. pehotni polk (Wehrmacht)
- 572. grenadirski polk (Wehrmacht)

Artilerijski
- 572. havbični artilerijski polk (ZSSR)

## 573. polk
Pehotni
- 573. strelski polk (ZSSR)
- 573. pehotni polk (Wehrmacht)
- 573. grenadirski polk (Wehrmacht)

Artilerijski
- 573. topniški artilerijski polk (ZSSR)

## 574. polk
Pehotni
- 574. strelski polk (ZSSR)
- 574. pehotni polk (Wehrmacht)
- 574. grenadirski polk (Wehrmacht)

Artilerijski
- 574. havbični artilerijski polk (ZSSR)

## 575. polk
Pehotni
- 575. strelski polk (ZSSR)
- 575. pehotni polk (Wehrmacht)
- 575. grenadirski polk (Wehrmacht)

Artilerijski
- 575. lahki artilerijski polk (ZSSR)

## 576. polk
Pehotni
- 576. strelski polk (ZSSR)
- 576. pehotni polk (Wehrmacht)
- 576. grenadirski polk (Wehrmacht)

Artilerijski
- 576. lahki artilerijski polk (ZSSR)

## 577. polk
Pehotni
- 577. strelski polk (ZSSR)
- 577. pehotni polk (Wehrmacht)
- 577. grenadirski polk (Wehrmacht)

Artilerijski
- 577. havbični artilerijski polk (ZSSR)

## 578. polk
Pehotni
- 578. strelski polk (ZSSR)
- 578. pehotni polk (Wehrmacht)
- 578. grenadirski polk (Wehrmacht)

Artilerijski
- 578. havbični artilerijski polk (ZSSR)

## 579. polk
Pehotni
- 579. strelski polk (ZSSR)
- 579. pehotni polk (Wehrmacht)
- 579. grenadirski polk (Wehrmacht)

Artilerijski
- 579. havbični artilerijski polk (ZSSR)

Komunikacijski
- 579. komunikacijski polk armadnih skupin (Wehrmacht)

## 580. polk
Pehotni
- 580. strelski polk (ZSSR)
- 580. pehotni polk (Wehrmacht)
- 580. grenadirski polk (Wehrmacht)

Artilerijski
- 580. havbični artilerijski polk (ZSSR)

## 581. polk
Pehotni
- 581. strelski polk (ZSSR)
- 581. pehotni polk (Wehrmacht)
- 581. grenadirski polk (Wehrmacht)

Artilerijski
- 581. havbični artilerijski polk (ZSSR)

## 582. polk
Pehotni
- 582. strelski polk (ZSSR)
- 582. pehotni polk (Wehrmacht)
- 582. grenadirski polk (Wehrmacht)

Artilerijski
- 582. artilerijski polk (ZSSR)

## 583. polk
Pehotni
- 583. strelski polk (ZSSR)
- 583. pehotni polk (Wehrmacht)
- 583. grenadirski polk (Wehrmacht)

Artilerijski
- 583. artilerijski polk (ZSSR)

## 584. polk
Pehotni
- 584. strelski polk (ZSSR)
- 584. pehotni polk (Wehrmacht)
- 584. grenadirski polk (Wehrmacht)

Artilerijski
- 584. artilerijski polk (ZSSR)
- 584. artilerijski polk (Wehrmacht)

## 585. polk
Pehotni
- 585. strelski polk (ZSSR)
- 585. pehotni polk (Wehrmacht)
- 585. grenadirski polk (Wehrmacht)
- 585. vojnoletalski polk lahke pehote (Vojska Jugoslavije)

Artilerijski
- 585. havbični artilerijski polk (ZSSR)

## 586. polk
Pehotni
- 586. strelski polk (ZSSR)
- 586. pehotni polk (Wehrmacht)
- 586. grenadirski polk (Wehrmacht)

Artilerijski
- 586. havbični artilerijski polk (ZSSR)

## 587. polk
Pehotni
- 587. strelski polk (ZSSR)
- 587. pehotni polk (Wehrmacht)
- 587. grenadirski polk (Wehrmacht)

Artilerijski
- 587. polk korpusne artilerije (ZSSR)

## 588. polk
Pehotni
- 588. strelski polk (ZSSR)
- 588. pehotni polk (Wehrmacht)
- 588. grenadirski polk (Wehrmacht)

Artilerijski
- 588. artilerijski polk (ZSSR)

## 589. polk
Pehotni
- 589. strelski polk (ZSSR)
- 589. pehotni polk (Wehrmacht)
- 589. grenadirski polk (Wehrmacht)

Artilerijski
- 589. havbični artilerijski polk (ZSSR)

Komunikacijski
- 589. armadni komunikacijski polk (Wehrmacht)

## 590. polk
Pehotni
- 590. strelski polk (ZSSR)
- 590. pehotni polk (Wehrmacht)
- 590. grenadirski polk (Wehrmacht)

Artilerijski
- 590. havbični artilerijski polk (ZSSR)

## 591. polk
Pehotni
- 591. strelski polk (ZSSR)
- 591. pehotni polk (Wehrmacht)
- 591. grenadirski polk (Wehrmacht)

Artilerijski
- 591. artilerijski polk (ZSSR)

## 592. polk
Pehotni
- 592. strelski polk (ZSSR)
- 592. grenadirski polk (Wehrmacht)

Artilerijski
- 592. topniški artilerijski polk (ZSSR)

## 593. polk
Pehotni
- 593. strelski polk (ZSSR)
- 593. pehotni polk (Wehrmacht)
- 593. grenadirski polk (Wehrmacht)

Artilerijski
- 593. havbični artilerijski polk (ZSSR)

## 594. polk
Pehotni
- 594. pehotni polk (Wehrmacht)
- 594. strelski polk (ZSSR)

## 595. polk
Pehotni
- 595. strelski polk (ZSSR)
- 595. pehotni polk (Wehrmacht)
- 595. grenadirski polk (Wehrmacht)

Artilerijski
- 595. topniški artilerijski polk (ZSSR)

## 596. polk
Pehotni
- 596. strelski polk (ZSSR)
- 596. pehotni polk (Wehrmacht)
- 596. grenadirski polk (Wehrmacht)

Artilerijski
- 596. polk korpusne artilerije (ZSSR)

Komunikacijski
- 596. armadni komunikacijski polk (Wehrmacht)

## 597. polk
Pehotni
- 597. strelski polk (ZSSR)
- 597. pehotni polk (Wehrmacht)
- 597. grenadirski polk (Wehrmacht)

Artilerijski
- 597. lahki artilerijski polk (ZSSR)

Komunikacijski
- 597. komunikacijski polk za posebne namene (Wehrmacht)

## 598. polk
Pehotni
- 598. strelski polk (ZSSR)

Artilerijski
- 598. lahki artilerijski polk (ZSSR)

Komunikacijski
- 598. komunikacijski polk armadnih skupin (Wehrmacht)
- 598. komunikacijski polk za posebne namene (Wehrmacht)

## 599. polk
Pehotni
- 599. strelski polk (ZSSR)

Artilerijski
- 599. artilerijski polk (ZSSR)